# کاناپه تونسی
کاناپه تونسی (یا نغمه‌های عربی) (فرانسوی: Un divan à Tunis‎، ت. «A couch in Tunis») فیلم کمدی فرانسوی - تونسی به کارگردانی مانلا لبیدی است. این فیلم در سال ۲۰۱۹ در جشنواره فیلم ونیز و سپس در بخش سینمای معاصر در جشنواره بین‌المللی فیلم تورنتو به نمایش درآمد. کاناپه تونسی در مورد سلما گلشیفته فراهانی روان‌کاوی است که پس از تحصیل در پاریس، به تونس باز می‌گردد و در حوزهٔ کاری خود مشغول به کار می‌شود.